# Walter Koenig
Walter Marvin Koenig  (ur. 14 września 1936 w Chicago) – amerykański aktor, scenarzysta, producent i reżyser telewizyjny.
Odtwórca roli nawigatora chorążego Pavla Chekova w serialu Star Trek (1967–1969), za którą był dwukrotnie nominowany do Nagrody Saturna w kategorii najlepszy aktor drugoplanowy w filmach pełnometrażowych – Star Trek II: Gniew Khana (1982) w reż. Nicholasa Meyera i Star Trek IV: Powrót na Ziemię (1986) w reż. Leonarda Nimoya. Wystąpił w roli Alfreda Bestera w serialu fantastycznonaukowym Babilon 5 (1994–1998).
10 września 2012 otrzymał własną gwiazdę w Alei Gwiazd w Los Angeles znajdującą się przy 6679 Hollywood Boulevard.

## Życiorys
Urodził się w Chicago w Illinois jako syn Sarah (z domu Strauss) i biznesmena Isadore Koeniga. Przeprowadzili się do dzielnicy Inwood na Manhattanie, gdy Walter był dzieckiem, gdzie chodził do szkoły. Rodzice Koeniga byli rosyjskimi żydowskimi imigrantami ze Związku Radzieckiego; jego rodzina mieszkała na Litwie, kiedy wyemigrowali, i skrócili swoje nazwisko z „Königsberg” na „Koenig”.
Ojciec Koeniga był komunistą, wobec którego FBI prowadziło dochodzenie w czasach Makkartyzmu. Koenig uczęszczał do Grinnell College w Grinnell w stanie Iowa ze specjalizacją przedmedyczną. Przeniósł się na Uniwersytet Kalifornijski w Los Angeles i uzyskał tytuł licencjata z psychologii. Po tym, jak profesor zachęcił Koeniga do zostania aktorem, uczęszczał do Neighborhood Playhouse School of the Theatre w Nowym Jorku wraz z innymi studentami Dabneyem Colemanem, Christopherem Lloydem i Jamesem Caanem. Debiutował w jednej z głównych ról jako Bob Fuller w niskobudżetowym dramacie o homoseksualizmie Dziwni kochankowie (Strange Lovers, 1963).

## Filmografia

### Filmy
- 1979: Star Trek jako Pavel Chekov
- 1982: Star Trek II: Gniew Khana jako Pavel Chekov
- 1984: Star Trek III: W poszukiwaniu Spocka jako Pavel Chekov
- 1986: Star Trek IV: Powrót na Ziemię jako Pavel Chekov
- 1989: Star Trek V: Ostateczna granica jako Pavel Chekov
- 1991: Star Trek VI: Wojna o pokój jako Pavel Chekov
- 1994: Star Trek: Pokolenia jako Pavel Chekov
- 2006: Mad Cowgirl jako pastor Dylan

### Seriale
- 1963: Szpital miejski jako Charlie Turner
- 1963: Nietykalni jako student
- 1964: Alfred Hitchcock przedstawia jako Tiger
- 1967–1969: Star Trek: Seria oryginalna jako Pavel Chekov
- 1968: Mannix jako spotkana osoba uzależniona od zdrowienia
- 1971: Ironside jako Leo
- 1976: Columbo jako sierżant Johnson
- 1990: Prawdziwe duchołapy jako Włodzimierz Paweł Maksymow
- 1994–1998: Babilon 5 jako Alfred Bester
- 1996: Star Trek: Stacja kosmiczna jako Pavel Chekov
- 2001: Nagi patrol jako generał Dymitr Sukitow
- 2002: Futurama – w roli samego siebie
- 2023: Star Trek: Picard jako Pavel Chekov